# Borowa Góra (województwo mazowieckie)
Borowa Góra – wieś sołecka w Polsce położona w województwie mazowieckim, w powiecie legionowskim, w gminie Serock.
W latach 1954–1959 wieś należała i była siedzibą władz gromady Borowa Góra, po jej zniesieniu w gromadzie Serock. W latach 1975–1998 miejscowość administracyjnie należała do województwa warszawskiego.
Nazwa wsi pochodzi od borowiny rosnącej niegdyś w porastających obecny teren lasach. Druga część nazwy pochodzi od niewielkiego wzniesienia na którym znajduje się wieś. Wieś powstała na przełomie XIX/XX wieku z racji budowy niedaleko położonej Twierdzy Zegrze. Dawniej tereny Borowej Góry należały do rodu Radziwiłłów mających początkowo siedzibę w Zegrzu, a później w Jadwisinie.
W miejscowości znajduje się powstałe w latach 30. XX w. obserwatorium astronomiczno-geodezyjne (obecna nazwa: Obserwatorium Geodezyjno-Geofizyczne Instytutu Geodezji i Kartografii w Warszawie). Na terenie obserwatorium znajduje się kopiec głównego punktu przedwojennej polskiej sieci astronomiczno-geodezyjnej, stanowiący początek tzw. Układu Borowa Góra. Do początku lat 90. na terenie obserwatorium obok kopca punktu głównego znajdowała też kilkudziesięciometrowa wieża triangulacyjna. Do dziś stoi natomiast zbudowana w 1936 roku 25-metrowa, betonowa wieża wykorzystywana dawniej do rektyfikacji przyrządów geodezyjnych.